# Atrichops chotei
Atrichops chotei är en tvåvingeart som beskrevs av Akira Nagatomi 1979. Atrichops chotei ingår i släktet Atrichops och familjen bäckflugor.
Artens utbredningsområde är Thailand. Inga underarter finns listade i Catalogue of Life.